# Championnat du Luxembourg de football 2018-2019
Navigation
Saison précédente Saison suivante
La saison 2018-2019 de Division nationale est la cent-cinquième édition de la première division luxembourgeoise. Les quatorze clubs participants au championnat sont confrontés à deux reprises aux treize autres. En fin de saison, les deux derniers du classement sont relégués et remplacés par les deux premiers de deuxième division. Un barrage de promotion-relégation oppose le 12e de Division Nationale au 3e de Division d'Honneur.

## Les 14 clubs participants
| Club                  | Dernière montée | Classement 2017-2018 | Stade                        | Capacité | Ville             |
| --------------------- | --------------- | -------------------- | ---------------------------- | -------- | ----------------- |
| F91 Dudelange         | 1992            | 1er                  | Stade Jos Nosbaum            | 4 650    | Dudelange         |
| FC Progrès Niederkorn | 2006            | 2e                   | Stade Jos Haupert            | 2 800    | Differdange       |
| CS Fola Esch          | 2008            | 3e                   | Stade Émile-Mayrisch         | 3 900    | Esch-sur-Alzette  |
| AS Jeunesse d'Esch    | 1909            | 4e                   | Stade de la Frontière        | 5 400    | Esch-sur-Alzette  |
| FC Differdange 03     | 2006            | 5e                   | Stade du Thillenberg         | 6 000    | Differdange       |
| US Mondorf-les-Bains  | 2014            | 6e                   | Stade John Grün              | 3 600    | Mondorf-les-Bains |
| Racing Luxembourg     | 2015            | 7e                   | Stade Achille-Hammerel       | 5 900    | Luxembourg        |
| US Hostert            | 2017            | 8e                   | Stade Jos Becker             | 1 500    | Hostert           |
| UT Pétange            | 2016            | 9e                   | Stade municipal de Pétange   | 2 400    | Pétange           |
| RM Hamm Benfica       | 2015            | 10e                  | Stade du Cents               | 2 800    | Luxembourg        |
| UNA Strassen          | 2015            | 11e                  | Complexe Sportif Jean Wirtz  | 2 000    | Strassen          |
| Victoria Rosport      | 2014            | 12e                  | VictoriArena                 | 2 500    | Rosport           |
| Etzella Ettelbruck    | 2018            | 1er (D2)             | Stade Am Deich               | 2 202    | Ettelbruck        |
| US Rumelange          | 2018            | 2e (D2)              | Stade Municipal de Rumelange | 3 000    | Rumelange         |

- Premier tour de qualification de la Ligue des Champions 2018-2019
- Premier tour de qualification de la Ligue Europa 2018-2019
- Promu de Promotion d'Honneur

## Compétition

### Classement
Le classement est établi sur le barème de points classique (victoire à 3 points, match nul à 1, défaite à 0).
Pour départager les égalités, on tient d'abord compte de la différence de buts générale, puis du nombre de buts marqués, puis des confrontations directes et enfin si la qualification ou la relégation est en jeu, les deux équipes jouent une rencontre d'appui sur terrain neutre.
| Rang | Équipe               | Pts | J  | G  | N | P  | Bp | Bc | Diff |
| ---- | -------------------- | --- | -- | -- | - | -- | -- | -- | ---- |
| 1    | F91 Dudelange T C    | 59  | 26 | 18 | 5 | 3  | 72 | 33 | +39  |
| 2    | Fola Esch            | 50  | 26 | 15 | 5 | 6  | 65 | 28 | +37  |
| 3    | Jeunesse d'Esch      | 48  | 26 | 14 | 6 | 6  | 46 | 30 | +16  |
| 4    | Progrès Niederkorn   | 44  | 26 | 13 | 5 | 8  | 45 | 35 | +10  |
| 5    | Differdange 03       | 44  | 26 | 13 | 5 | 8  | 35 | 33 | +2   |
| 6    | Racing Luxembourg    | 39  | 26 | 11 | 6 | 9  | 42 | 31 | +11  |
| 7    | UNA Strassen         | 39  | 26 | 12 | 3 | 11 | 46 | 43 | +3   |
| 8    | UT Pétange           | 37  | 26 | 11 | 4 | 11 | 38 | 43 | -5   |
| 9    | US Mondorf-les-Bains | 35  | 26 | 10 | 5 | 11 | 39 | 39 | 0    |
| 10   | Etzella Ettelbruck P | 28  | 26 | 7  | 7 | 12 | 31 | 44 | -13  |
| 11   | Victoria Rosport     | 28  | 26 | 7  | 7 | 12 | 33 | 49 | -16  |
| 12   | US Hostert           | 25  | 26 | 7  | 4 | 15 | 37 | 58 | -21  |
| 13   | RM Hamm Benfica      | 19  | 26 | 5  | 4 | 17 | 29 | 50 | -21  |
| 14   | US Rumelange P       | 16  | 26 | 4  | 4 | 18 | 34 | 76 | -42  |

| Légende : Qualifications et relégations | Légende : Qualifications et relégations                                                      |
| --------------------------------------- | -------------------------------------------------------------------------------------------- |
|                                         | Ligue des champions 2019-2020 (1er tour de qualification)                                    |
|                                         | Ligue Europa 2019-2020 (1er tour de qualification)                                           |
|                                         | Qualification pour le barrage de relégation en Promotion d'honneur                           |
|                                         | Relégation en Promotion d'honneur                                                            |
|                                         | T : Tenant du titre 2017-2018 P : Promu en 2017-2018 C : Vainqueur de la Coupe du Luxembourg |

### Résultats
| Résultats (▼dom., ►ext.)                                   | DIF | DUD | ETZ | FOL | HAM | HOS | JES | LUX | MON | NIE | PET | ROS | RUM | STR |
| Differdange 03                                             |     | 0-4 | 2-0 | 0-4 | 4-0 | 3-1 | 2-0 | 1-0 | 2-0 | 2-0 | 1-5 | 3-0 | 3-2 | 1-3 |
| F91 Dudelange                                              | 0-2 |     | 4-2 | 1-1 | 5-3 | 4-1 | 1-3 | 2-0 | 1-4 | 4-1 | 6-1 | 2-0 | 2-2 | 1-1 |
| FC Etzella Ettelbruck                                      | 1-0 | 0-2 |     | 2-2 | 0-3 | 0-1 | 1-1 | 1-1 | 2-0 | 1-1 | 2-1 | 0-0 | 2-1 | 0-2 |
| Fola Esch                                                  | 3-0 | 1-2 | 6-0 |     | 2-0 | 4-1 | 2-5 | 3-0 | 5-0 | 2-1 | 3-0 | 1-1 | 7-0 | 1-1 |
| RM Hamm Benfica                                            | 1-1 | 1-3 | 1-1 | 1-2 |     | 1-2 | 0-2 | 2-0 | 2-1 | 1-2 | 2-2 | 1-3 | 0-1 | 1-3 |
| US Hostert                                                 | 1-1 | 3-4 | 4-0 | 2-3 | 1-0 |     | 2-3 | 0-4 | 1-1 | 0-1 | 0-3 | 0-3 | 4-2 | 1-6 |
| Jeunesse d'Esch                                            | 0-0 | 0-3 | 1-0 | 3-1 | 4-0 | 3-0 |     | 1-0 | 1-2 | 1-1 | 1-1 | 1-1 | 3-1 | 1-2 |
| Racing Luxembourg                                          | 3-3 | 1-1 | 0-3 | 2-1 | 1-0 | 2-0 | 0-1 |     | 3-0 | 5-0 | 4-1 | 2-2 | 2-2 | 4-1 |
| US Mondorf-les-Bains                                       | 0-0 | 1-2 | 1-0 | 2-0 | 2-2 | 2-2 | 0-2 | 0-3 |     | 1-0 | 4-1 | 4-0 | 4-3 | 2-2 |
| Progrès Niederkorn                                         | 2-0 | 0-2 | 4-3 | 1-1 | 1-0 | 1-1 | 5-0 | 2-0 | 2-1 |     | 1-0 | 3-3 | 3-0 | 2-0 |
| UT Pétange                                                 | 0-1 | 1-3 | 1-1 | 2-1 | 3-0 | 2-1 | 3-2 | 0-1 | 1-0 | 1-5 |     | 2-0 | 2-1 | 3-1 |
| Victoria Rosport                                           | 0-1 | 2-2 | 0-3 | 1-4 | 3-1 | 2-0 | 1-2 | 1-1 | 0-4 | 2-1 | 0-1 |     | 4-2 | 2-1 |
| US Rumelange                                               | 1-2 | 2-9 | 3-5 | 0-3 | 1-3 | 0-4 | 1-1 | 2-1 | 1-3 | 2-1 | 0-0 | 3-2 |     | 0-2 |
| UNA Strassen                                               | 2-0 | 0-2 | 2-1 | 0-2 | 0-3 | 3-4 | 0-4 | 1-2 | 1-0 | 2-4 | 2-1 | 4-0 | 4-1 |     |
| - Victoire à domicile - Match nul - Victoire à l'extérieur |     |     |     |     |     |     |     |     |     |     |     |     |     |     |

## Barrage Promotion
Le club ayant terminé 12e de Division Nationale joue sa place parmi l'élite face au 3e de Promotion d'Honneur, lors d'un match disputé sur terrain neutre.
| Équipe 1   | Résultat | Équipe 2         |
| ---------- | -------- | ---------------- |
| US Hostert | 2-0      | Swift Hesperange |

## Bilan de la saison
| Championnat du Luxembourg de football 2018-2019 |                           |
| Champion                                        | F91 Dudelange (15e titre) |
| Qualifications continentales                    |                           |
| Ligue des champions de l'UEFA 2019-2020         | F91 Dudelange             |
| Ligue Europa 2019-2020                          | Fola Esch                 |
| Ligue Europa 2019-2020                          | La Jeunesse d'Esch        |
| Ligue Europa 2019-2020                          | Progrès Niederkorn        |
| Promotions et relégations                       |                           |
| Promus en Division nationale                    | FC Rodange 91             |
| Promus en Division nationale                    | Blue Boys Muhlenbach      |
| Relégués en Promotion d'honneur                 | RM Hamm Benfica           |
| Relégués en Promotion d'honneur                 | US Rumelange              |